# Farah Alibay
Farah Alibay, née à Montréal, au Québec, est une ingénieure en aérospatiale canadienne qui travaille présentement au Jet Propulsion Laboratory, un centre de recherche spatial géré par le California Institute of Technology et affilié à la NASA.

## Biographie

### Jeunesse et éducation
Farah Alibay a grandi dans la ville de Saint-Charles-Borromée, au Québec, où elle est restée jusqu'à l'âge de quatorze ans. Pendant son secondaire 2, alors qu'elle étudiait à l’Académie Antoine-Manseau, à Joliette, la famille Alibay a déménagé à Manchester, en Angleterre, en raison de l'emploi de son père, qui travaillait pour la Scott Paper Company à Crabtree.
Alibay a ensuite étudié à l'université de Cambridge, où elle a complété un baccalauréat et une maîtrise en ingénierie et technologie spatiale en 2010.
Après sa maîtrise, Alibay a participé au stage de la NASA Academy au Goddard Space Flight Center, et elle a alors été présentée aux nombreux centres et activités de la NASA. Là-bas, elle a découvert sa passion pour l'exploration planétaire robotique.
Au Massachusetts Institute of Technology (MIT) en 2014, où elle a effectué un stage au Jet Propulsion Laboratory (JPL). Ses recherches de doctorat ont porté sur l'utilisation de systèmes multi-véhicules dans un cadre spatial et temporel prédéterminé pour l'exploration des corps planétaires du système solaire. Alibay a parlé de la valeur des bons mentors lorsqu'elle était stagiaire, et elle encadre les femmes stagiaires à cause de ces expériences positives.
En 2013, Alibay a reçu le AeroAstro Graduate Teaching Assistantship Award au MIT pour son travail exceptionnel, en tant qu'assistante d'enseignement, sur l'intégration du logiciel Concurrent Design Facility dans le programme.

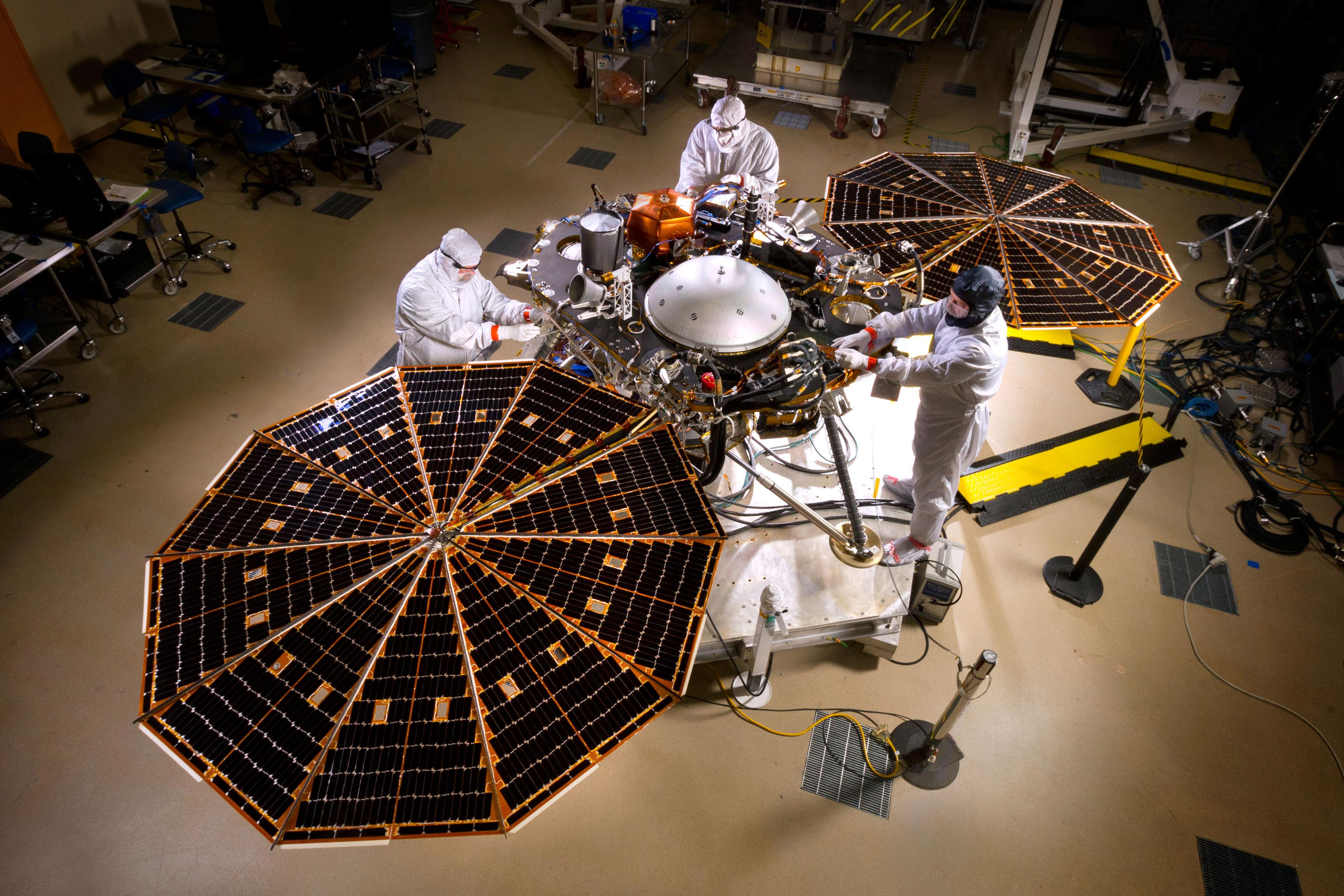
L'atterrisseur de la Mission InSight

### Carrière
Farah Alibay est basée au Jet Propulsion Laboratory (JPL) de la NASA et est ingénieure en systèmes de charge utile sur la mission InSight, un vaisseau spatial robotique conçu pour étudier la croûte, le manteau et le noyau de la planète Mars qui a décollé en mai 2018. Avant le lancement, Alibay était responsable de l'intégration et des tests appropriés de tous les instruments du vaisseau spatial. Pendant que la mission attendait que le vaisseau spatial atterrisse à la surface de Mars, Alibay aidait les équipes à se préparer pour les opérations, et elle testait l'équipement du détecteur. Pour célébrer l'atterrissage sur la dernière planète tellurique du système solaire en novembre 2018, elle s'est fait teindre les cheveux en rouge en l'honneur de Mars et du logo d'InSight.
De 2014 à 2016, Alibay était l'ingénieure de systèmes (systems engineer) de la mission Mars Cube One, une mission compagnon d'InSight,.
Alibay est au cœur de la mission Mars 2020 de la NASA, la mission spatiale qui a envoyé sur Mars l'astromobile Perseverance et l'hélicoptère Ingenuity. Elle fait partie de l'équipe qui gère les opérations de surface et l'envoi des signaux, qui permettent de piloter ces robots sur Mars.
Elle travaille sur la diversité et l'inclusion dans les STEM, à la fois pour les augmenter dans son environnement de travail et pour empêcher les autres de faire face aux défis qu'elle a rencontrés en tant que femme immigrante LGBTQ+ de couleur.

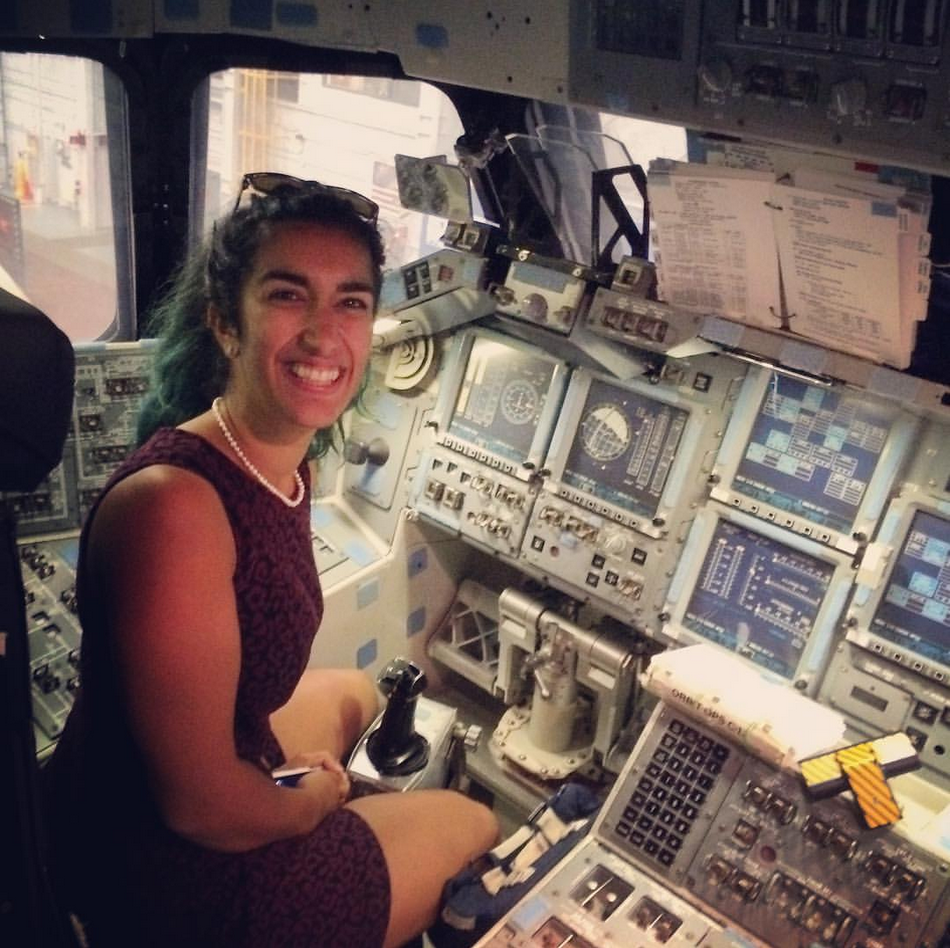
Farah Alibay, Space shuttle cockpit simulator

## Vie personnelle
Farah Alibay se démarque par son identité assumée, ses mèches de cheveux colorées et un badge en forme de cœur aux couleurs arcs-en-ciel de la communauté LGBTQ+ qu'elle arbore sur ses vêtements. Elle a indiqué qu'un orienteur avait une fois tenté de la dissuader d'étudier l'ingénierie puisque c'est une carrière surtout masculine.
Alibay a parlé de la valeur des bons mentors lorsqu'elle était stagiaire, et elle encadre les femmes stagiaires à cause de ces expériences positives.
Alibay a été  beaucoup inspirée par l'astronaute et pilote canadienne Julie Payette et ses voyages dans l'espace (STS-96 et STS-127), et mentionne lors d'une entrevue : « Ça m'a vraiment fait quelque chose. C'est une Québécoise, c'est une fille, elle parle français, elle est dans l'espace. Ça veut dire que moi aussi je peux faire ça si je veux. »
Dès son plus jeune âge, Farah Alibay nourrissait le rêve de devenir astronaute. Toutefois, en raison de la nature largement masculine de cette profession, elle a fréquemment été découragée. Lors d'une entrevue accordée à l'Université de Montréal, elle a souligné ceci: « On sous-estime l’importance pour les filles d’avoir des modèles et plus tard des mentores. À neuf ans, je rêvais d’être astronaute. Je vivais à Joliette et j’entendais parler de ces hommes de Houston qui envoyaient des engins dans l’espace. Dans les films, je ne voyais personne qui me ressemblait – une femme en génie racisée. Pour moi, c’était de la science-fiction! » Son objectif ultime est d'inspirer les jeunes filles à poursuivre leurs aspirations.
Elle aime les activités de plein air, notamment la randonnée, le camping, le vélo et le ski, et aime également l'haltérophilie. Elle est également une grande sœur dans le cadre du programme Big Brothers Big Sisters of America (en). Sa lune préférée est Encelade de Saturne en raison de ses geysers.

## Œuvres
- Najma dans les étoiles, roman jeunesse écrit par Farah Alibay et illustré par Jeremy Tabor, Petit homme,  2024[14]
- Mon année Martienne, autobiographie, Éditions de l'Homme, 2022[15]